# Sarcophaga ruficrura
Sarcophaga ruficrura är en tvåvingeart som först beskrevs av Camillo Rondani 1863.  Sarcophaga ruficrura ingår i släktet Sarcophaga och familjen köttflugor. Inga underarter finns listade i Catalogue of Life.